# Michel Lafis
Michel Peter Lafis (nascido em 19 de setembro de 1967) é um ex-ciclista sueco que competia em provas de estrada. Juntamente com Jan Karlsson, Anders Jarl e Björn Johansson, Lafis conquistou a medalha de bronze nos 100 km contrarrelógio por equipes dos Jogos Olímpicos de Verão de 1984 em Seul.
 Também participou nos Jogos Olímpicos de Barcelona 1992, Atlanta 1996 e Sydney 2000.